# Kashenye
Kashenye è una circoscrizione rurale (rural ward) della Tanzania situata nel distretto di Missenyi, regione del Kagera. Conta una popolazione di 5 657 abitanti (censimento 2012).